# Apanteles faustina
Apanteles faustina är en stekelart som beskrevs av Nixon 1965. Apanteles faustina ingår i släktet Apanteles och familjen bracksteklar. Inga underarter finns listade i Catalogue of Life.